# Meridià 67 a l'est
El meridià 67 a l'est de Greenwich és una línia de longitud que s'estén des del pol Nord travessant l'oceà Àrtic, Àsia, l'oceà Índic, l'oceà Antàrtic i l'Antàrtida fins al pol Sud.
El meridià 67 a l'est forma un cercle màxim amb el meridià 113 a l'oest. Com tots els altres meridians, la seva longitud correspon a una semicircumferència terrestre, uns 20.003,932 km. Al nivell de l'Equador, és a una distància del meridià de Greenwich de 7.458 km.

## De Pol a Pol
Començant en el pol Nord i dirigint-se cap al pol Sud, aquest meridià travessa:
| Coordenades                             | País, territori o mar | Notes                                                  |
| --------------------------------------- | --------------------- | ------------------------------------------------------ |
| 90° 0′ N, 67° 0′ E / 90.000°N,67.000°E  | Oceà Àrtic            |                                                        |
| 81° 0′ N, 67° 0′ E / 81.000°N,67.000°E  | Mar de Barents        |                                                        |
| 76° 56′ N, 67° 0′ E / 76.933°N,67.000°E | Rússia                | Illa Séverni, Nova Terra                               |
| 76° 4′ N, 66° 0′ E / 76.067°N,66.000°E  | Mar de Kara           |                                                        |
| 71° 16′ N, 67° 0′ E / 71.267°N,67.000°E | Rússia                | Península de Iamal                                     |
| 70° 48′ N, 67° 0′ E / 70.800°N,67.000°E | Mar de Kara           |                                                        |
| 70° 1′ N, 67° 0′ E / 70.017°N,67.000°E  | Rússia                | Península de Iamal                                     |
| 69° 23′ N, 67° 0′ E / 69.383°N,67.000°E | Mar de Kara           | Illa Baidaratskaia                                     |
| 68° 50′ N, 67° 0′ E / 68.833°N,67.000°E | Rússia                |                                                        |
| 54° 46′ N, 67° 0′ E / 54.767°N,67.000°E | Kazakhstan            |                                                        |
| 41° 14′ N, 67° 0′ E / 41.233°N,67.000°E | Uzbekistan            |                                                        |
| 37° 23′ N, 67° 0′ E / 37.383°N,67.000°E | Afganistan            |                                                        |
| 31° 19′ N, 67° 0′ E / 31.317°N,67.000°E | Pakistan              | Balutxistan Oriental Sindh – passa a través de Karachi |
| 24° 49′ N, 67° 0′ E / 24.817°N,67.000°E | Oceà Índic            |                                                        |
| 60° 0′ S, 67° 0′ E / 60.000°S,67.000°E  | Oceà Antàrtic         |                                                        |
| 67° 47′ S, 67° 0′ E / 67.783°S,67.000°E | Antàrtida             | Territori Antàrtic Australià, reclamada per Austràlia  |